# Étienne de Longchamps
Étienne de Longchamps, mort le 27 juillet 1214 à Bouvines est un chevalier anglo-normand des XIIe et XIIIe siècles.
Étienne est né dans une famille noble originaire de Normandie, de Longchamps (Eure). Il était fils d'Hugues de Longchamps et de sa femme Eva, vraisemblablement de la famille de Lacy. Son frère Guillaume de Longchamps († 1197), ami d'enfance puis proche confident de Richard Cœur de Lion, est nommé évêque d'Ely en 1189. Il fait bénéficier son frère Étienne des faveurs de Richard, qui fait de lui l'un de ses chevaliers. Mais tandis que son frère Guillaume tentait de le faire accéder à la charge de Lord Chancelier d'Angleterre, il préféra accompagner le roi en Terre sainte. Il participa donc à ce qui allait devenir la Troisième croisade et se distingua au siège de Saint-Jean-d'Acre (1189-1191). Le lendemain de la prise d'Acre, le 21 août 1191, Étienne de Longchamps reçut la garde de la ville avec Bertram de Verdun, tandis que Richard Cœur de Lion se dirigeait avec le reste de l'armée sur Jaffa.
Étienne épousa Alice de Gailly, qui lui avait apporté la terre de Mutford à Suffolk, et le château de Baudemont dans le Vexin. Dans un premier temps, il s'était battu aux côtés de Richard Cœur de Lion dans la guerre qui opposa ce dernier à Philippe Auguste. Mais avec le traité de Louviers signé en 1196, par lequel Richard abandonnait la suzeraineté sur le Vexin au roi de France, Étienne fut obligé de rendre hommage à Philippe Auguste pour le château de Baudemont. Il resta néanmoins fidèle à Richard jusqu'à sa mort en 1199, et passa alors au service de son frère, Jean sans Terre. Un peu plus tard, en raison du caractère inconstant du roi Jean, il prendra ses distances avec lui, comme beaucoup d'autres barons anglo-normands. Puis, lorsque Philippe Auguste confisqua les possessions de Jean sans Terre sur le continent français en 1204 après le meurtre du jeune duc de Bretagne, Étienne prendra le parti du roi de France. Ceci lui coûtera sa propriété de Mitford et ses terres en Angleterre.
Dès lors, Étienne se met au service de Philippe Auguste. Et c'est à ses côtés qu'il combat le 27 juillet 1214 à la bataille de Bouvines où il est tué par un coup de couteau passé au travers de la fente de son casque. Il est décrit comme un chevalier courageux, dévoué et loyal par Guillaume Le Breton.

## Littérature
- Louis-Étienne Charpillon et l'abbé Caresme, Dictionnaire historique de toutes les communes du département de l'Eure, t. II, p. 448.
- David Balfour : Les Origines de la famille Longchamps, dans : Prosopographie Médiévale 18 (1997)
- Maurice Powicke : Perte de la Normandie, 1198-1204 (Journal de l'Université de Manchester, 1999)